# Andrea van Langen
Andrea van Langen-Visbeek (Heerenveen, 5 maart 1968) is een Nederlands politica en ambtenaar.

## Loopbaan
Van 2006 tot 2018 en in 2022 was Van Langen namens de VVD gemeenteraadslid in de gemeenten Andijk en vervolgens Medemblik. In diezelfde gemeente was zij tussen 2018 en 2022 wethouder met de portefeuille ruimtelijke ordening. Van 2015 tot 2019 was zij lid van de Provinciale Staten van Noord-Holland. Voor de gemeenteraadsverkiezingen van maart 2022 was zij lijsttrekker. Van Langen keerde niet terug als wethouder en op 26 januari 2023 stopte ze als raadslid.
Sinds 1 januari 2023 is zij griffier van de gemeente Drechterland. Per 13 juni 2023 is Van Langen namens de BoerBurgerBeweging (BBB) lid van de Eerste Kamer der Staten-Generaal. In de Senaatsfractie is zij secretaris.

## Persoonlijk
Van Langen heeft twee kinderen en is woonachtig in Andijk.
Robert Croll · Robert van Gasteren · Math Goossen · Arie Griffioen · Eugène Heijnen · Wim Jaspers · Eric Kemperman · Frans van Knapen · Bart Kroon · Ilona Lagas · Andrea van Langen · Robbert Lievense · Henk Marquart Scholtz · Gert-Jan Oplaat · Tekke Panman · Elly van Wijk